# Ladislav Rabušic
Ladislav Rabušic (* 8. března 1954 Uherské Hradiště) je český sociolog, demograf a vysokoškolský pedagog, mezi lety 2004–2011 děkan Fakulty sociálních studií Masarykovy univerzity v Brně, mezi lety 2012–2015 prorektor pro akademické záležitosti Masarykovy univerzity, od roku 2017 místopředseda Rady pro vnitřní hodnocení Masarykovy univerzity.

## Život
V roce 1978 získal magisterský titul na katedře sociologie UJEP Brno, který v roce 1981 rozšířil o tzv. malý doktorát – PhDr. Mezi lety 1985–1987 působil jako lektor českého jazyka na Pekingské universitě zahraničních studií. V roce 1986 získal vědeckou hodnost kandidát věd na Univerzitě Komenského v Bratislavě. Od roku 1985 profesně působí na Katedře sociologie FSS, kde se roku 1994 habilitoval a získal akademickou hodnost docent a v roce 2012 získal titul profesor.
Ladislav Rabušic se profesně zaměřuje na oblast populačních studií, metodologii kvantitativního sociologického výzkumu a statistickou analýzu dat. Známé jsou jeho práce na téma postmaterialismu. Kromě vědecké činnosti působil v řadě akademických funkcí v rámci univerzity i mimo ni.

## Vybrané publikace
- 2019: Odděleně spolu? : Česko a Slovensko optikou vývoje hodnot po roce 1991 (spolueditor)
- 2019: Statistická analýza sociálněvědních dat (prostřednictvím SPSS) (spoluautoři Petr Mareš, Petr Soukup)
- 2018: Hodnoty a postoje v České republice 1991-2017 : pramenná publikace European Values Study (spoluautorka Beatrice-Elena Chromková Manea)
- 2003: Imigrace a imigrační politika jako prvek řešení české demografické situace? (spoluautor Aleš Burjanek)
- Rabušic L.: Kde ty všechny děti jsou? Porodnost v sociologické perspektivě, Praha 2001. ISBN 80-86429-01-6
- Rabušic L.: Česká společnost stárne, Brno 1995. ISBN 80-210-1155-6 ISBN 80-901604-2-5